# Onde Andará Dulce Veiga?
Onde Andará Dulce Veiga é um filme brasileiro de 2008, dos gêneros drama e suspense, dirigido por Guilherme de Almeida Prado e com roteiro baseado no livro homônimo de Caio Fernando Abreu.

## Sinopse
Nos anos de 1980, um jornalista decide descobrir o paradeiro de Dulce Veiga, uma atriz e cantora que desapareceu misteriosamente nos anos 1960. O que ele não sabe é o quanto terá que descobrir sobre si mesmo antes de encontrá-la. Nesta busca, atravessa o Brasil, do Rio de Janeiro à Floresta Amazônica, e fica cada vez mais obcecado pela personalidade intrigante da filha de Dulce, uma famosa roqueira lésbica.

## Elenco

### Principal
- Maitê Proença .... Dulce Veiga
- Eriberto Leão .... Caio
- Carolina Dieckmann .... Márcia Felácio
- Nuno Leal Maia .... Rafic
- Christiane Torloni .... Layla Van
- Cacá Rosset .... Castilhos
- Oscar Magrini .... Alberto Veiga
- Júlia Lemmertz .... Lídia
- Carmo Dalla Vecchia .... Raudério
- Maíra Chasseraux .... Patrícia
- Francarlos Reis  .... Pepito
- Matilde Mastrangi  .... Iracema
- Imara Reis .... Teresinha

### Coadjuvante
- Fábio Daber .... Marco Antônio
- Márcio Werneck .... Apresentador
- Rennata Aírold .... Assistente
- Airton Renô .... Oxumarê
- Cleber Colombo .... Taxista de Dulce
- Gabi Silvestri .... Baterista
- Sura Sepúlveda .... Guitarrista
- Ana Moori .... Baixista
- Roberto Marques .... Estudante de Tango
- Franklin Zapatta .... Professor de Tango
- Giulia Barbosa Gayoso .... Márcia menina
- Fernanda Eva .... Empregada
- Elis Maia .... Mulata da foto
- Tamayo Nazarian .... Policial 1
- Ronaldo Oliva .... Policial 2
- Bruno Perillo .... Policial 3
- Rogério Bandeira .... Policial 4
- Hermelino Neder .... Saxofonista
- Luis Rossi .... Taxista de Caio
- André Ceccato .... Claquetista

## Ficha Técnica
- Direção, Roteiro e Montagem: Guilherme de Almeida Prado
- Produção: Assunção Andrade
- Som Direto: Sílvio Da-Rin
- Produtor Executivo: Fernando Andrade
- Produção de Lançamento: Rafael Franco
- Diretor de Produção: Farid Tavares
- Produção executiva: Fernando Andrade
- Diretor de fotografia: Adrian Teijido
- Música: Hermelino Neder e Newton Carneiro
- Diretor de Arte: Luis Rossi
- Cenografia: Heron Medeiros
- Figurinista: Fábio Namatame
- Supervisor de efeitos especiais: Marcelo Siqueira, ABC
- Produção de Elenco: Vivian Golombek e Renata Kalman
- Produção: Star / Raiz Distribuição: California Filmes.

## Trilha sonora
Composta por Hermelino Neder, tem produção de Newton Carneiro e participação de Mário Manga nas orquestrações e arranjos.
- Meditação (Newton Mendonça)
- Alguém Como Tu (José Maria de Abreu e Jair Amorim)
- Poltrona Verde (Hermelino Neder e Caio Fernando Abreu)
- Cuidado (Hermelino Neder e Arrigo Barnabé)
- Asas do Amor (Hermelino Neder e Guilherme de Almeida Prado)
- Dudu (Hermelino Neder)
- Tango (Hermelino Neder)
- Quarteto de Cordas (Hermelino Neder)
- Amor Nojento (Laura Finochiaro e Caio Fernando Abreu)
- Necessidade (Laura Finochiaro e Caio Fernando Abreu).